# Goran Kozomara
Goran Kozomara, né le 5 juin 1981 à Celje (Yougoslavie), est un joueur de handball slovène évoluant au poste de pivot. Après avoir joué dans des équipes slovènes, espagnoles et danoises notamment, il débarque à Paris en 2011 avec son compatriote Rok Praznik.

## Palmarès

### En club
- Vainqueur de la Supercoupe d'Europe (1) : 2004-05
- Vainqueur du  Championnat de Slovénie (4) : 1999, 2000, 2005, 2006
- Vainqueur de la Coupe de Slovénie (3) : 1999, 2000, 2006

### En équipe nationale
- 12e place au Championnat du monde 2005
- 10e place au Championnat du monde 2007
- 10e place au Championnat d'Europe 2008